# 桂坂

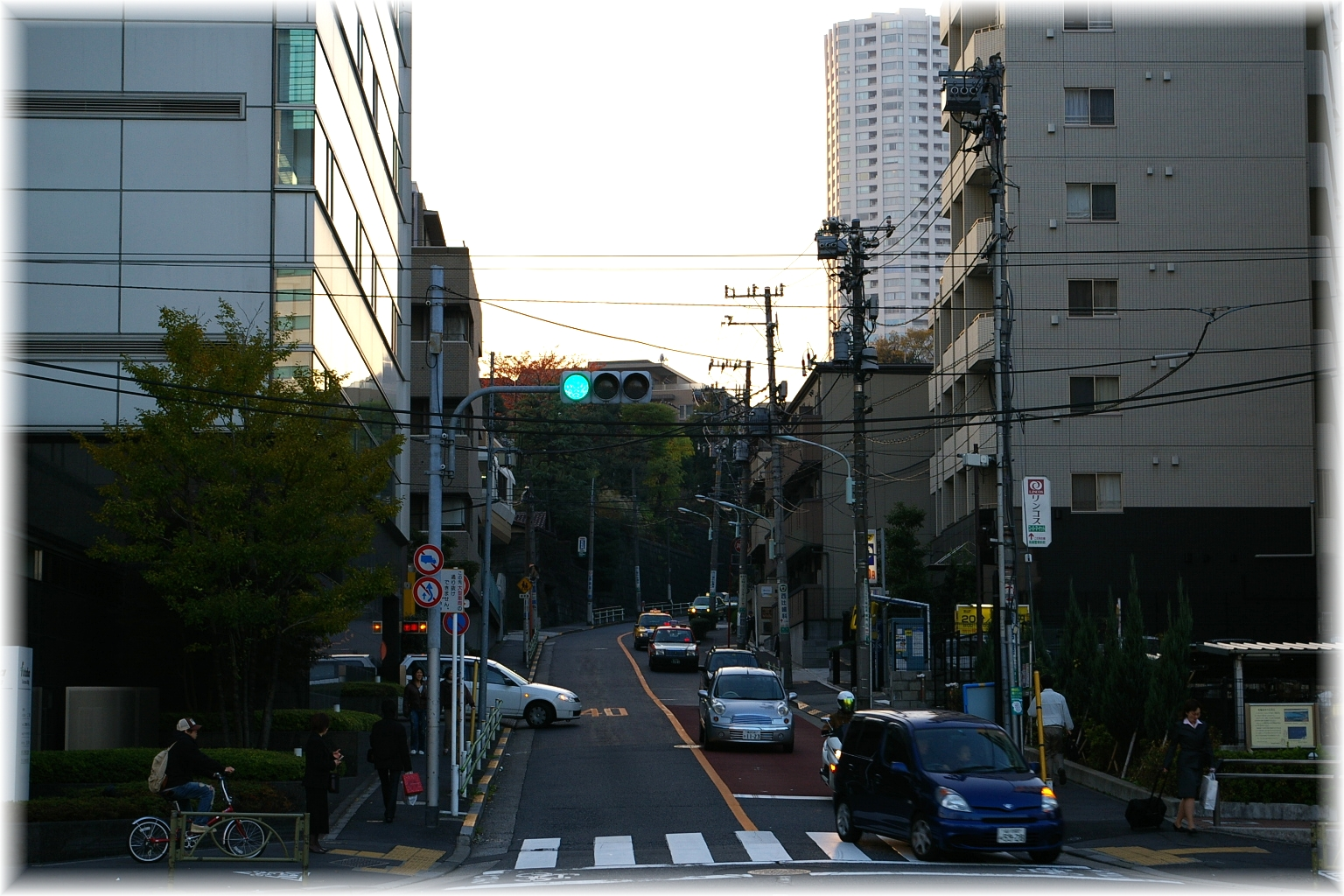
桂坂

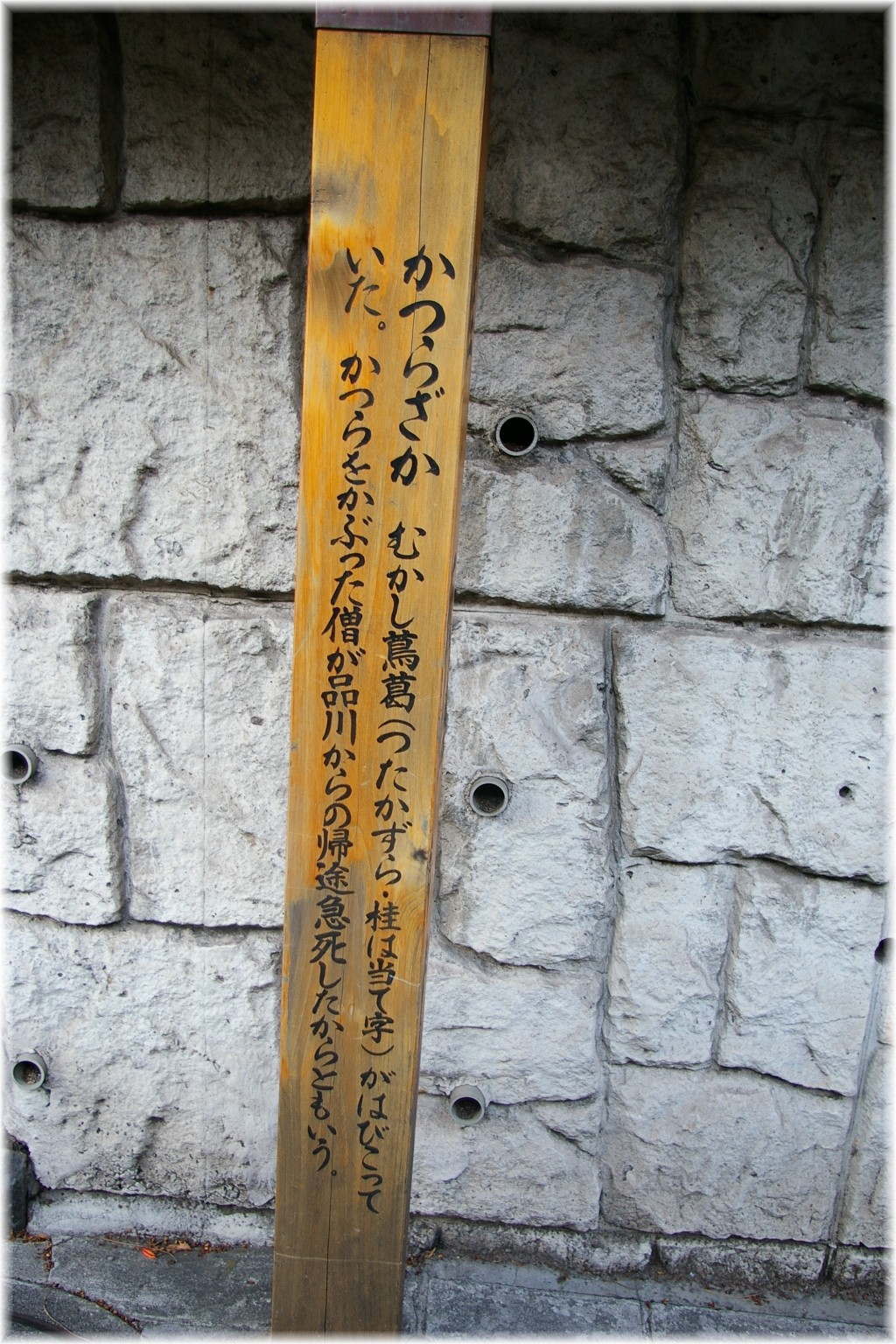
道標

桂坂（かつらざか）は、東京都港区高輪二丁目12番と三丁目19番の境界に存在する坂である。

## 略歴・概要
坂上には、高輪警察署や、高野山東京別院、高輪消防署二本榎出張所や、都営バス「高輪警察署前」停留所が、坂下には、都営バス「高輪北町」停留所がある。
由来は、かつて蔦葛（つたかずら）がはびこっていたから、また、鬘をかぶった僧侶が品川からの帰途、急死したことによるともいわれる。桂はよい字を当てたもの。

## 他地域
桂坂という地名は、他にも存在する。
- 京都府京都市西京区御陵大枝山町、御陵峰ケ堂町、大枝北沓掛町（桂坂ニュータウン）
- 神奈川県横浜市泉区桂坂
- 秋田県にかほ市伊勢居地桂坂
- 山口県美祢市（旧美祢郡美東町）大田、同県萩市（旧阿武郡旭村）佐々並 - 桂坂峠

座標: 北緯35度38分5秒 東経139度44分9秒 / 北緯35.63472度 東経139.73583度